# 현대 엑시언트
현대 엑시언트(Hyundai Xcient)는 현대자동차의 대형 트럭이다.

## 1세대 (QZ)

#### 트라고 엑시언트 (2013년9월~2015년1월)

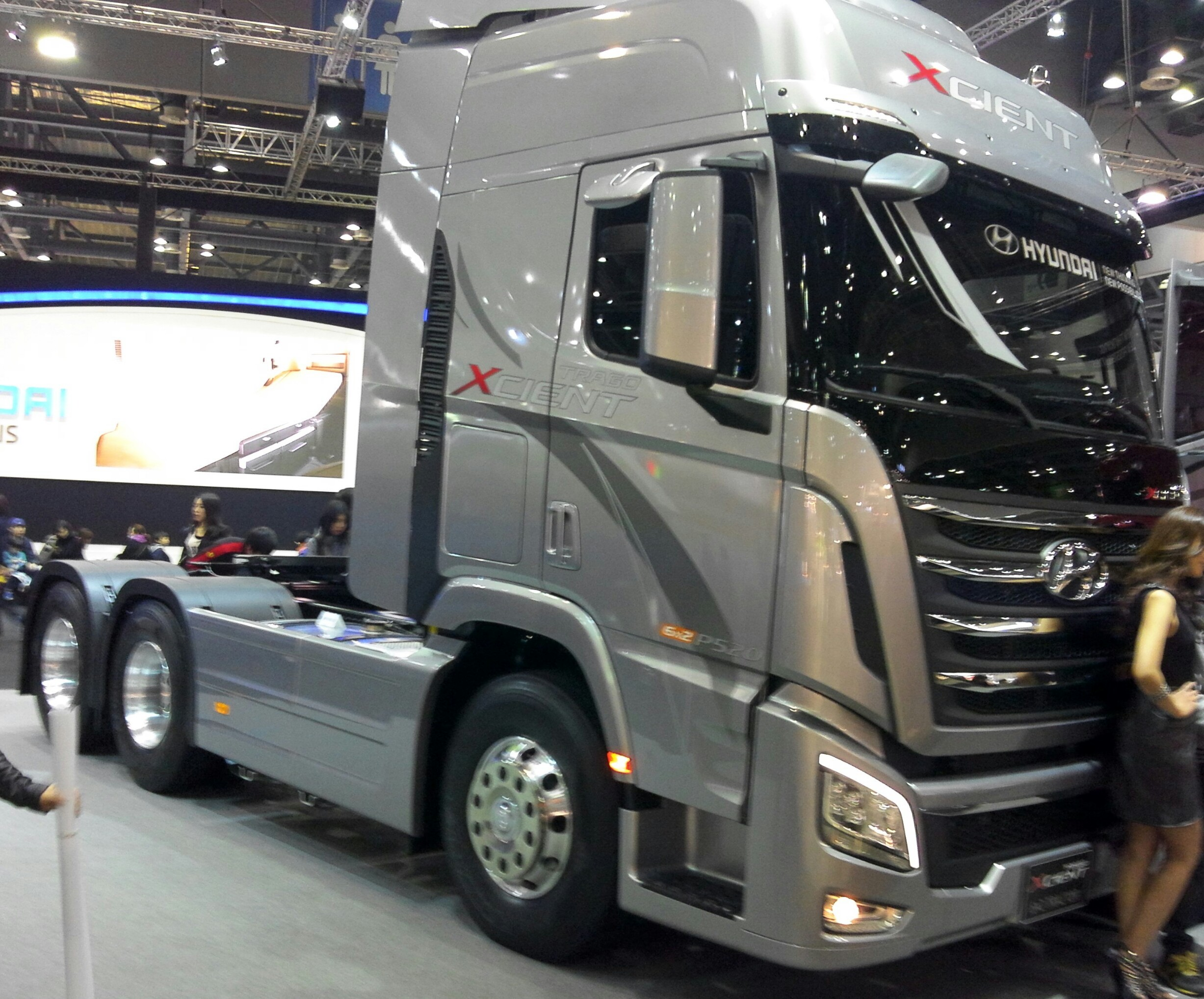
현대 트라고 엑시언트 6×2 트랙터 정측면

2013년 서울모터쇼에서 최초로 공개되었다. 뉴 파워트럭과 트라고 제 1세대 모델의 통합 후속차종에 현대자동차의 대형 트럭의 본격적인 유럽 수출을 위해 개발되었으며, 프로젝트명 QZ로 2010년부터 3년간의 연구기간 동안 2천억원의 예산이 투입되었고 캡의 실내 높이가 기존 트라고 제 1세대 모델보다 330mm 늘어난 1895mm으로(하이루프 기준) 높아져, 운전자가 실내에서 고개를 숙이지 않고 이동할 수 있게 하였다. 또한 간이침대(베드) 폭도 650mm에서 800mm으로 늘어났다. 그리고 최고출력 420ps, 최대토크 200kg·m의 H엔진과 최고출력 520ps, 최대토크 255kg·m의 파워텍 엔진이 장착되었다. 여기에 대한민국 대형트럭 최초로 운전석 에어백을 장착하여 안전성을 높였다. 트라고 엑시언트는 첨단 텔레메틱스 서비스인 블루링크가 최초로 적용된 상용차이기도 하며, 2013년 10월에 1호차가 첫 출고되어 고객에게 인도되면서 본격적으로 판매를 시작했다. 2014년 5월에는 간략한 트림조정에 따라 '프리미엄 골드'가 새로 추가되었다.
ZF AMT는 컬럼식으로 나오지만, 레인지 조작은 로터리식이다. 이 방식은 파비스와 유니버스도 이용한다.

##### 차종별 모델
- 스탠다드
- 프리미엄
- 골드 프리미엄

##### 세부 모델
카고
- 9.5톤《6×4 저상, 장축,초장축》
- 11.5톤《6×4, 장축,초장축》
- 19톤《8×4, 경제형/고마력, 초장축》
- 19.5톤《8×4, 경제형/고마력, 단축》
- 25톤《10×4, 초장축》

덤프
- 24톤《8×4, 단축》
- 25.5톤《8×4, 단축》

트랙터
- 4×2 구동 : 400
- 6×2 구동 : 500/520
- 6×4 구동 : 500/520

##### 기술 및 성능

###### 엔진
- 6×4 저상 카고 : 350마력/140kg·m
- 6×4 카고 : 400마력/178kg·m, 420마력/200kg·m
- 8×4 카고(후3축 포함) : 420마력/200kg·m, 440마력/214kg·m, 500마력/225kg·m, 520마력/255kg·m
- 10×4 카고 : 500마력/225kg·m, 520마력/255kg·m
- 6×4 덤프 : 380마력/160kg·m, 400마력/178kg·m
- 8×4 덤프 : 500마력/225kg·m, 520마력/225kg·m
- 6×4 믹서 : 380마력/160kg·m, 400마력/178kg·m
- 4×2 트랙터 : 400마력/178kg·m, 520마력/255kg·m
- 6×2 트랙터 : 500마력/225kg·m, 520마력/255kg·m
- 6×4 트랙터 : 500마력/225kg·m, 520마력/255kg·m

###### 트랜스미션
- 6X2 카고 (이튼):전진 9단/후진 1단, (ZF):전진 16단/후진2단
- 8×4 카고 (ZF):전진 16단/후진 2단
- 10×4 카고 (ZF):전진 16단/후진 2단
- 8×4 덤프 (ZF):전진 16단/후진 2단
- 6×2 트랙터 (ZF):전진 16단/후진 2단
- 6×4 트랙터 (ZF):380-전진 10단/후진 2단, 440*480-전진 16단/후진 2단

### 엑시언트 (2015년1월~2019년1월)

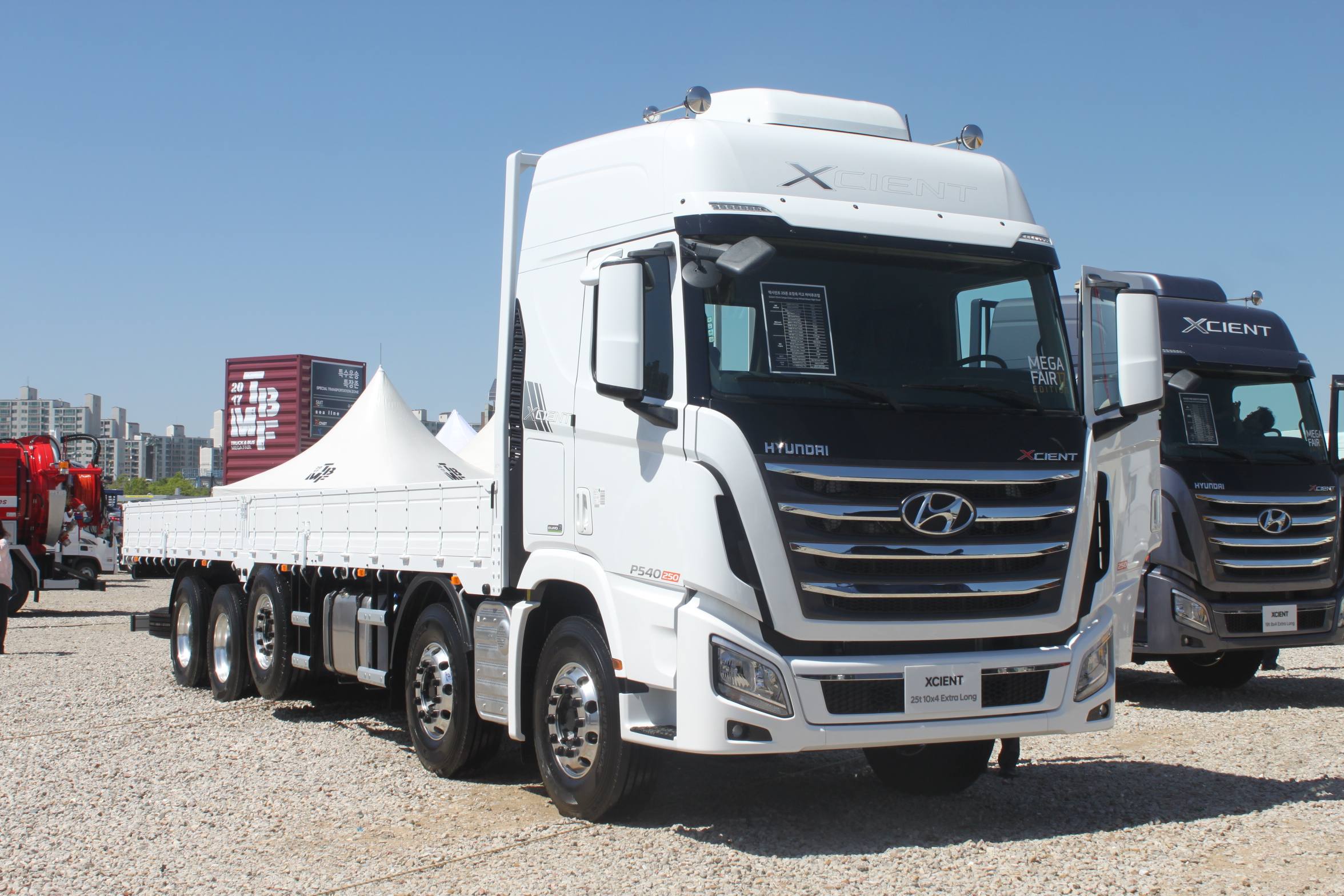
현대 엑시언트 10x4 카고 정측면

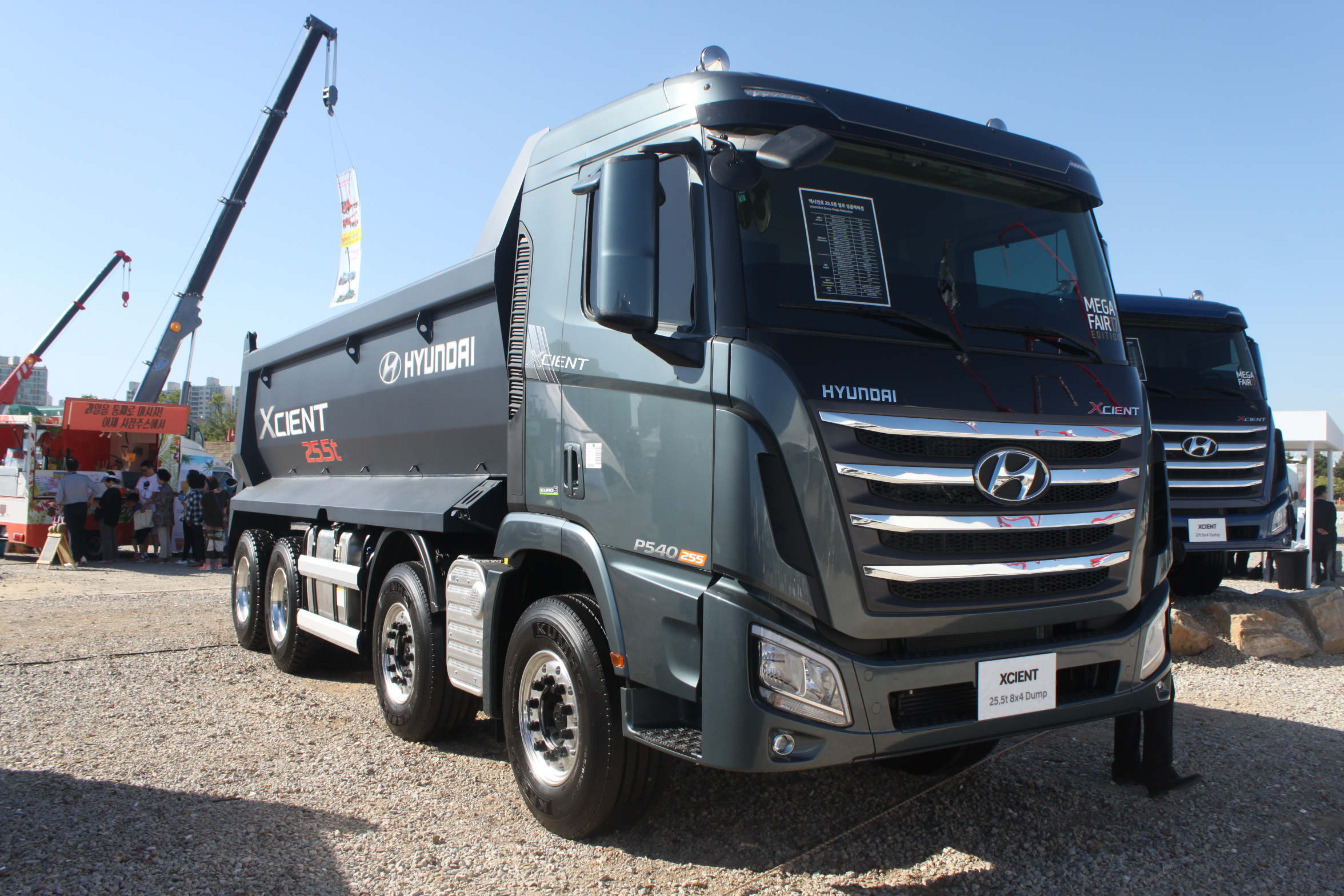
현대 엑시언트 25.5톤 덤프 정측면

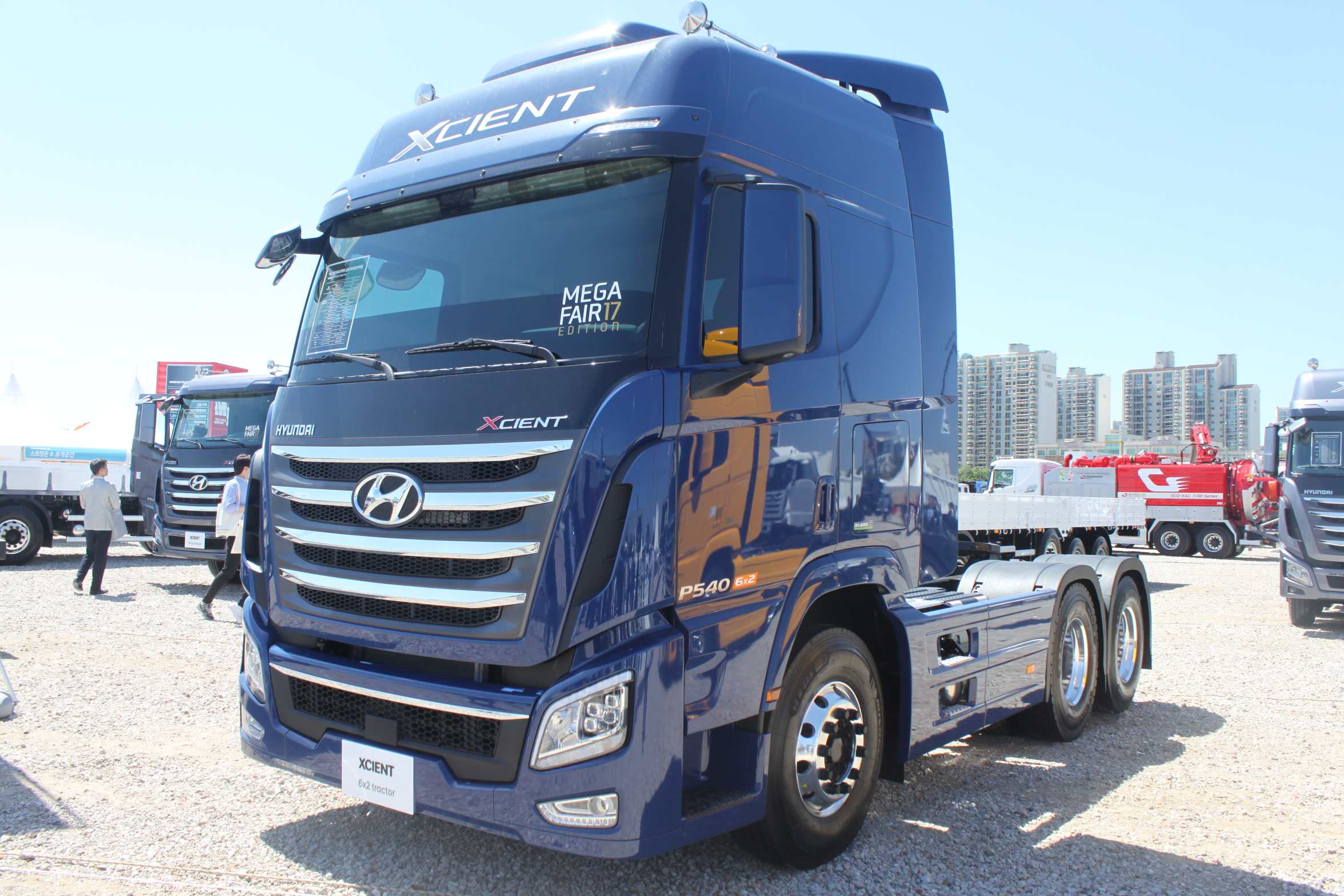
현대 엑시언트 6x2 트랙터 정측면

2015년 유로 6 시행과 동시에 트라고 엑시언트에서 엑시언트로 개명 됨과 동시에 최고출력 430ps H엔진과 최고출력 540ps 파워텍(L-엔진) 엔진마력수가 변경되었다.

##### 차종별 모델
- 스탠다드
- 프리미엄
- 프리미엄 골드

##### 세부 모델
카고
- 9.5톤《6×4 저상, 장축,초장축》
- 11.5톤《6×4, 장축,초장축》
- 19톤《8×4, 경제형/고마력, 초장축》
- 19.5톤《8×4, 경제형/고마력, 단축》
- 25톤《10×4, 초장축》

덤프
- 25.5톤《8×4, 단축》
- 27톤《8×4, 단축》

트랙터
- 4×2 구동 : 520/540
- 6×2 구동 : 520/540
- 6×4 구동 : 520/540

##### 기술 및 성능

###### 엔진
- 6×4 저상 카고 : 350마력/140kg·m (H-엔진)
- 6×4 카고 : 410마력/178kg·m, 430마력/210kg·m (H-엔진)
- 8×4 카고(후3축 포함) : 520마력/225kg·m, 540마력/265kg·m (L-엔진)
- 10×4 카고 : 520마력/225kg·m, 540마력/265kg·m (L-엔진)
- 6×4 덤프 : 410마력/160kg·m (H-엔진)
- 8×4 덤프 : 520마력/225kg·m, 540마력/265kg·m (L-엔진)
- 6×4 믹서 : 410마력/160kg·m (H-엔진)
- 4×2 트랙터 : 520마력/255kg·m, 540마력/265kg·m (L-엔진)
- 6×2 트랙터 : 520마력/225kg·m, 540마력/265kg·m (L-엔진)
- 6×4 트랙터 : 520마력/225kg·m, 540마력/265kg·m (L-엔진)

###### 트랜스미션
- 6×4 저상카고 (다이모스):전진 6단/후진 1단
- 6×4 카고 (이튼):전진 9단/후진 1단, 전진 16단/후진 2단(ZF),전진 12단/후진 2단(ZF), 전진 6단/후진 1단(앨리슨)
- 8×4 카고 (ZF):전진 16단/후진 2단
- 8×4 카고(후3축) (ZF):전진 16단/후진 2단(수동), 전진 12단/후진 2단(자동)
- 10×4 카고 (ZF):전진 16단/후진 2단(수동), 전진 12단/후진 2단(자동)
- 8×4 덤프 (ZF):전진 16단/후진 2단, 전진 12단/후진 2단(자동)
- 6×2 트랙터 (ZF):전진 16단/후진 2단, 전진 12단/후진 2단(자동)
- 6×4 트랙터 (ZF):전진 12단/후진 2단(자동), 520*540-전진 16단/후진 2단(수동)

### 엑시언트 프로 (2019년1월~2025년6월)

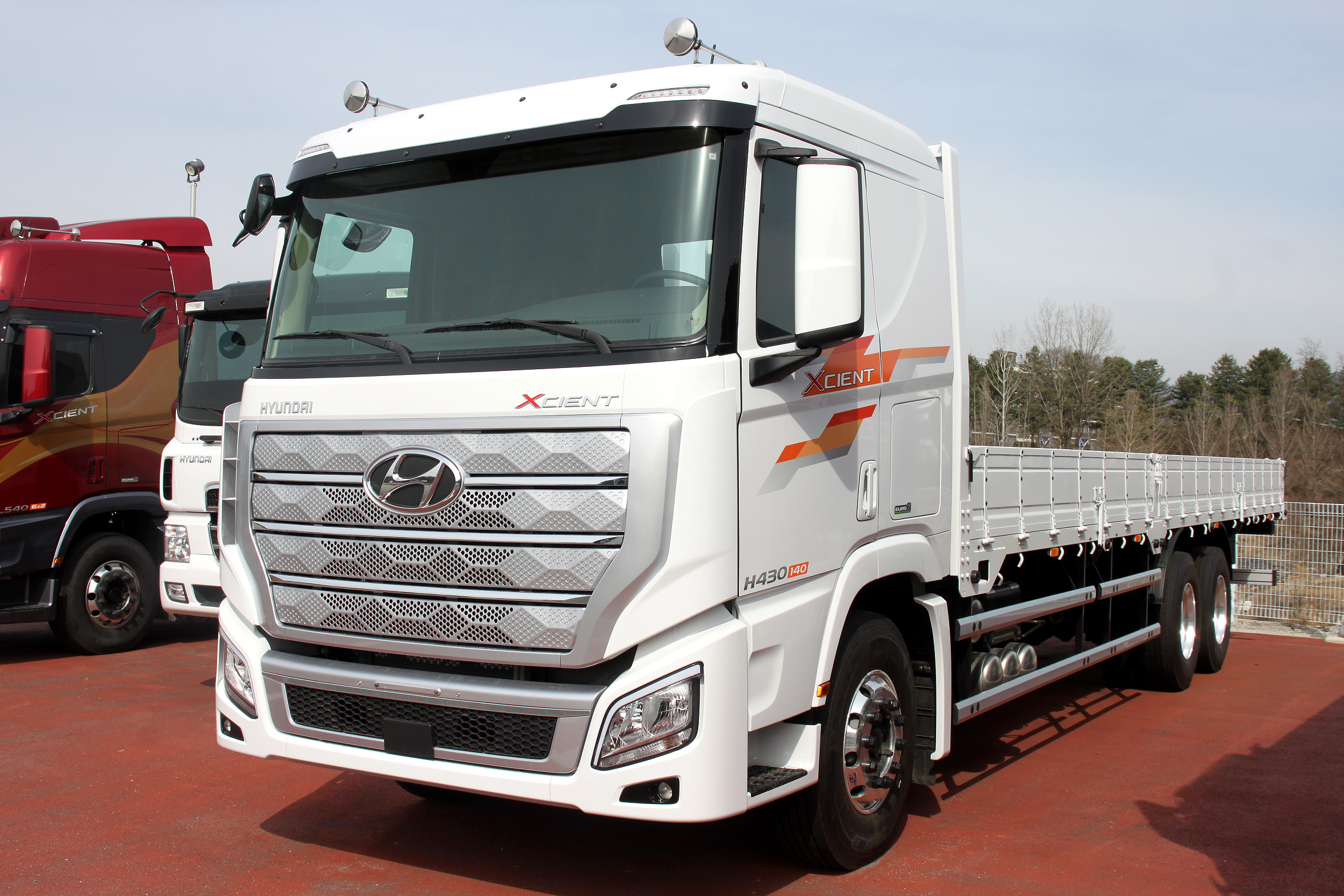
현대 엑시언트 프로 6x4 카고 정측면

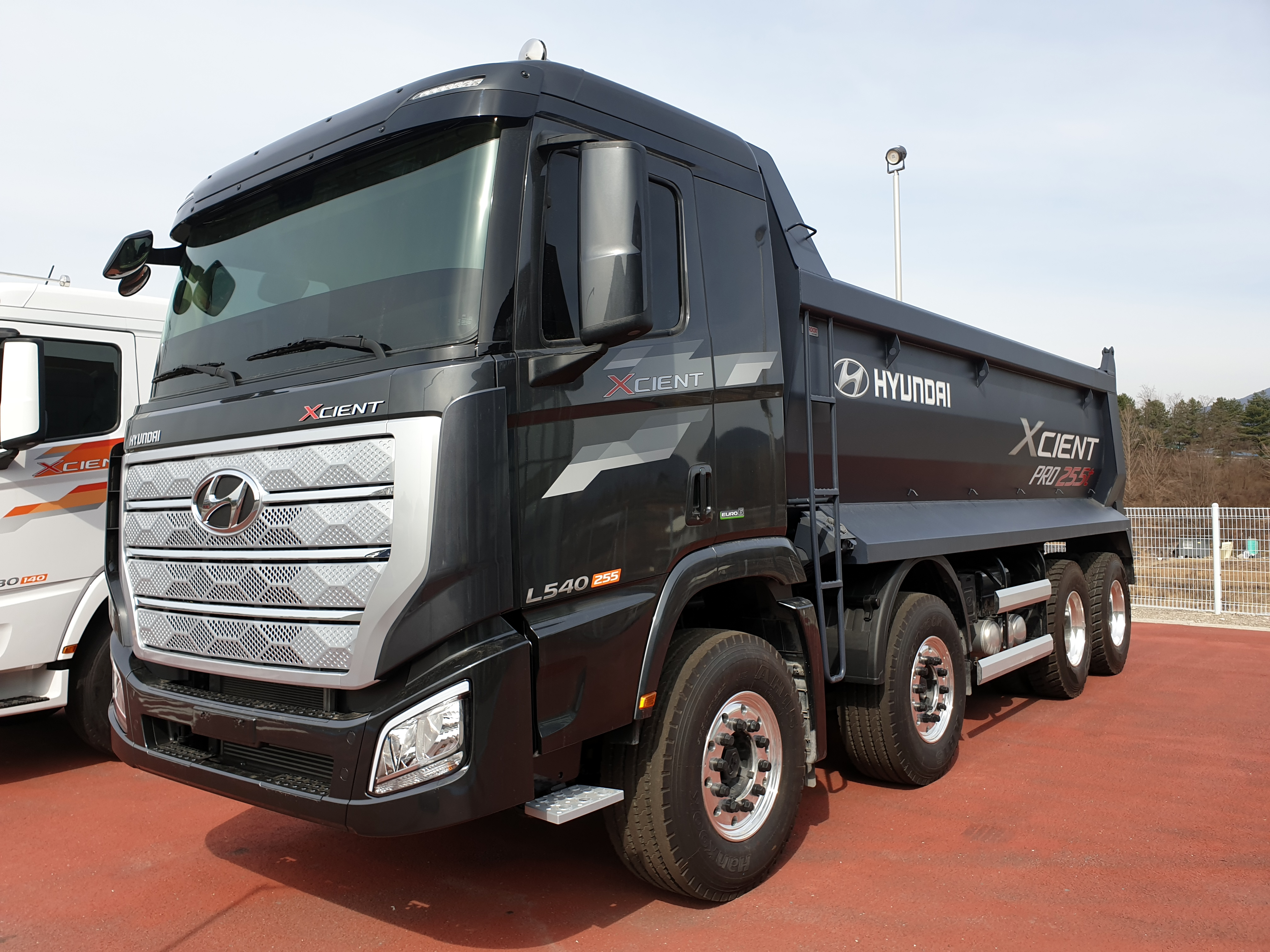
현대 엑시언트 프로 25.5톤 덤프 정측면

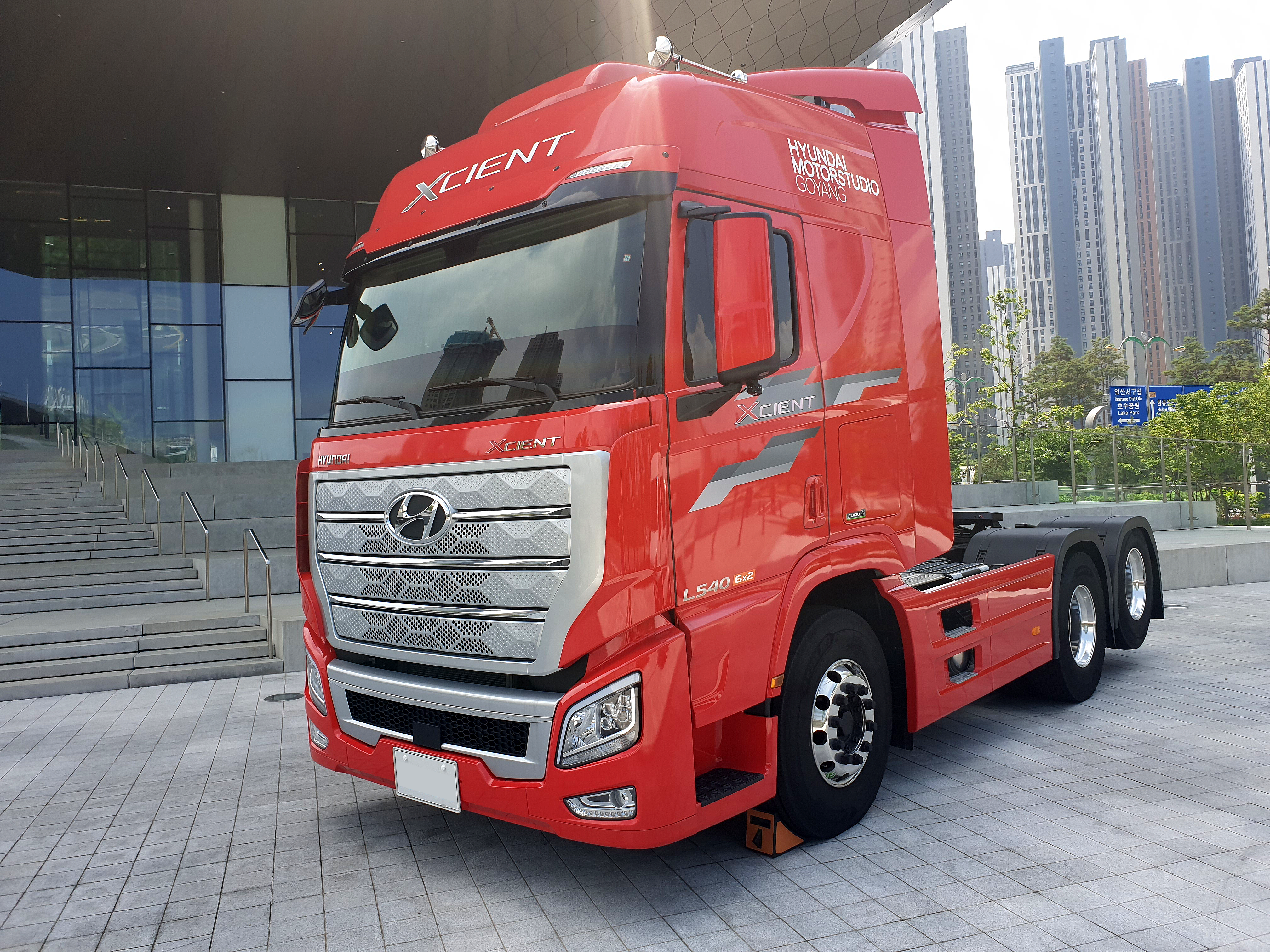
현대 엑시언트 프로 6x2 트랙터 정측면

1차 페이스리프트 모델이다.

##### 차종별 모델
- 스탠다드
- 디럭스
- 프리미엄
- 골드프리미엄

##### 세부 모델
카고
- 9.5톤《6×4 단축》
- 9.5톤《6×4 저상, 장축,초장축,극초장축》
- 11.5톤《6×4, 장축,초장축》
- 19톤《8×4, 경제형/고마력, 초장축》
- 19.5톤《8×4, 경제형/고마력, 단축》
- 25톤《10×4, 초장축》

덤프
- 24톤《8×4, 단축》
- 25.5톤《8×4, 단축》

트랙터
- 4×2 구동 : 520/540
- 6×2 구동 : 520/540
- 6×4 구동 : 520/540

##### 기술 및 성능

###### 엔진
- 6×4 저상 카고 : 350마력/140kg·m (H-엔진)
- 6×4 카고 : 410마력/178kg·m, 430마력/210kg·m (H-엔진)
- 8×4 카고(후3축 포함) : 520마력/225kg·m, 540마력/265kg·m (L-엔진)
- 10×4 카고 : 520마력/225kg·m, 540마력/265kg·m (L-엔진)
- 6×4 덤프 : 410마력/160kg·m (H-엔진)
- 8×4 덤프 : 520마력/225kg·m, 540마력/265kg·m (L-엔진)
- 6×4 믹서 : 410마력/160kg·m (H-엔진)
- 4×2 트랙터 : 520마력/255kg·m, 540마력/265kg·m (L-엔진)
- 6×2 트랙터 : 520마력/225kg·m, 540마력/265kg·m (L-엔진)
- 6×4 트랙터 : 520마력/225kg·m, 540마력/265kg·m (L-엔진)

###### 트랜스미션
- 6×4 저상카고 (다이모스):전진 6단/후진 1단
- 6×4 카고 (이튼):전진 9단/후진 1단, 전진 16단/후진 2단(ZF),전진 12단/후진 2단(ZF), 전진 6단/후진 1단(앨리슨)
- 8×4 카고 (ZF):전진 16단/후진 2단
- 8×4 카고(후3축) (ZF):전진 16단/후진 2단(수동), 전진 12단/후진 2단(자동)
- 10×4 카고 (ZF):전진 16단/후진 2단(수동), 전진 12단/후진 2단(자동)
- 8×4 덤프 (ZF):전진 16단/후진 2단, 전진 12단/후진 2단(자동)
- 6×2 트랙터 (ZF):전진 16단/후진 2단, 전진 12단/후진 2단(자동)
- 6×4 트랙터 (ZF):전진 12단/후진 2단(자동), 520*540-전진 16단/후진 2단(수동)

### 엑시언트 수소전기트럭 (2020년7월~현재)
2020년 엑시언트 수소전기 트럭(XCIENT Fuel Cell)은 세계 최초로 양산한 수소연료전지 장착 대형트럭이다. 수소전기트럭은 수소탱크 용량을 추가하는 것만으로 장거리 운행이 가능하며, 비용적으로도 유리하다. 수소전기 트럭과 배터리 전기 트럭의 운행 거리 비용을 비교할 경우 수소전기 트럭의 운송 비용이 더 저렴하다. 또한, 진동과 소음이 매우 적어 조용한 주행이 가능하다.
2020년 5월, 대한민국 국토부와 수소전기 화물차 보급 시범사업을 위한 상호협력 강화를 위해 MOU를 체결했으며, 2021년 12월부터 수도권 및 영남 지역에서 시범사업을 진행했다.
2021년 5월 25일, 2021년형 엑시언트 수소전기 트럭이 출시됐다. 기존 엑시언트 수소전기 트럭에 신규 그릴을 적용하고 샤시 라인업을 추가했다. 전면부는 직선적이고 굵은 V자 형상의 크롬 장식과 메쉬 패턴을 적용한 라디에이터 그릴이 친환경적이고 강인한 이미지를 표현했다. 또한, 운전석 에어백을 기본 적용했다.
2021년형 엑시언트 퓨얼셀이 스위스에 140대가 공급됐고 2022년 독일 7개 회사에 27대를 공급했다.
2022년 12월 8일, 대한민국에서 판매가 시작됐다. 2021년 12월부터 진행된 시범사업을 통해 대한민국 도로에서의 적합성 검증을 마치고, 2023년으로 계획했던 대한민국 판매 일정을 앞당겼다. 수소 연료전지 시스템을 비롯하여 충돌 안전 시스템, 다운힐 크루즈, 디스크 브레이크, 타이어 공기압 경고 등이 적용됐으며, 대한민국에서는 4X2/6x4 특장용 샤시캡과 6X4 윙 바디를 운영한다.
2024년 6월에 스위스에서 첫 운행 후 3년 8개월만에 누적거리가 1,000만 km를 넘었다. 현재 수소전기트럭은 국내는 물론 스위스와 미국 외 독일, 프랑스, 네덜란드, 뉴질랜드, 이스라엘, 사우디아라비아, UAE 등 10개 국가에서 실증 및 실제 운행 중이다.

###### 성능
- 주행 거리 : 570km
- 최고 출력 : 476마력
- 최대 토크 : 2,237Nm
- 고전압 배터리 : 72kWh
- 연료전지 스택 : 180kW(90kW 연료 전지 스택 2기, 스택컴플리트 출력 기준)

#### 엑시언트 수소전기트럭 트랙터
2023년 5월 2일 미국 미국 캘리포니아주 애너하임시에서 열린 운송수단 박람회 'ACT 엑스포 2023'에서 공개됐다.
장거리 운행이 많은 북미 지역 특성에 맞춰 개발된 총 중량 37.2t급의 대형 트럭으로 1회 충전으로 720km를 주행할 수 있으며 180㎾급 수소연료전지시스템과 최고 출력 350㎾급 구동 모터를 장착했다.

### 2024 엑시언트 프로(2024년1월~현재)
2024 엑시언트 프로는 2024년 1월 23일에 공식 출시됐다. 독일 ISRI의 프리미엄 운전석 시트를 선택사양으로 운영하고, 카고 6X4와 트랙터 모델에 전축 에어 서스펜션을 추가했다. 차량 외부에서 각종 램프의 정상 작동 여부를 확인할 수 있는 스마트키 램프 체크 버튼, 캡 내부 후방에 옷걸이 등을 수납할 수 있는 가로형 봉 타입 행거, LED 번호판 램프 등 신규 사양을 탑재하고, 차선이탈경보(LDW) 기능의 성능을 개선했다.
8X4 22톤, 10X4 25톤 카고 모델의 적재함에는 방청 성능이 우수한 경량 신소재로 제작된 복합재 게이트를 선택사양으로 제공했으며, 카고와 트랙터 모델에는 LED 리어콤비램프, 순차 점등식 방향지시등을 적용했다. 6X2 트랙터에는 스플라인드 타입의 디스크 브레이크를 선택사양으로 제공했다.

##### 세부 모델
카고
- 9.5톤《6×4 저상, 초장축, 극초장축》
- 13톤《6×4 저상, 극초장축》
- 14톤《6×4, 초장축》
- 14.5톤《6×4, 장축》
- 19톤《8×4, 초장축》
- 25톤《10×4, 초장축》

덤프
- 15톤
- 25.5톤
- 27톤

트랙터
- 6×2 구동 : 540/285

### 더 뉴 엑시언트 (2025년6월~현재)
2025년 5월 29일에 더 뉴 엑시언트의 티저 이미지가 공개됐으며, 2025년 6월 11일에 정식 출시됐다. 외관의 전면부는 V자 라디에이터 그릴, 수직의 크롬 가니시, 큐브 모양의 Full LED 헤드램프, 알루미늄 소재의 신규 엠블럼, 신규 루프바이저가 적용됐다.
실내는 12.3인치의 디지털 클러스터와 인포테인먼트 시스템이 탑재됐으며, 콘솔 하단에 팝업 타입 컵홀더를 추가하고, 베드룸 후면에 수납 그물망을 추가했다.
또한 전방 충돌방지 보조 기능, 전방/후측방 근거리 충돌 경고, 후측방 충돌 경고, 지능형 헤드램프 등을 신규 적용했으며, 스마트 크루즈 컨트롤, 내비게이션 기반 스마트 크루즈 컨트롤, 고속도로 주행 보조, 오토홀드, 차로 유지 보조, 지능형 속도 제한 보조, 전동식 파킹 브레이크 등의 주행 편의 사양을 기본 적용했다. (※수동변속기 모델 선택 시 미적용) 그 외에도 감쇠력을 높인 쇽업소버, 스티어링 휠 조향력 조절 기능, 하이패스 일체형 디지털 타코그래프(운행기록계), 10W 스마트폰 무선 충전, 세이프티 파워 윈도우, 무선 소프트웨어 업데이트를 탑재했다.

## 미디어 속의 엑시언트

#### 영화(대한민국)
- 옥자에서 등장한다.

#### 만화(대한민국)
- 헬로 카봇의 스톰의 모델이다.
- 터닝메카드의 투스코의 모델이다.

## 경쟁 차종
- 타타대우상용차 - 타타대우 맥쎈
- 볼보트럭 - 볼보 FH, 볼보 FM
- 스카니아 - 스카니아 R, 스카니아 S, 스카니아 G
- 메르세데스-벤츠 - 메르세데스-벤츠 악트로스, 메르세데스-벤츠 아록스, 메르세데스-벤츠 아테고
- MAN - MAN TGX, MAN TGS
- 이베코 - 이베코 S-WAY, 이베코 X-WAY, 이베코 T-WAY

## 같이 보기
- 현대자동차
- 베링트럭
- 현대 슈퍼트럭
- 현대 대형트럭
- 현대 뉴 파워트럭
- 현대 트라고
- 현대 파비스
- 현대자동차그룹